# Gyilkos kalamájó
A gyilkos kalamájó vagy vitorlás kalmár (Mastigoteuthis glaukopsis)  a fejlábúak (Cephalopoda) osztályának a tintahalalakúak (Coleoidea) alosztályához, ezen belül a kalmárok (Teuthida) rendjéhez és a Mastigoteuthidae családjához tartozó faj.

## Elterjedése
Ismeretlen

## Megjelenése
Felső néhány karja hosszabb mint a alsó. Összesen 10 karja van. Színe sárgásbarna. Átlagos testhossza 40 cm-től 4 m-ig alakul.

## Életmód
Táplálékául csigák, halak és más puhatestűek szolgálnak. Szereti a hideg vizeket.